# Говард, Джордж, 4-й граф Саффолк
Джордж Говард, 4-й граф Саффолк (англ. George Howard, 4th Earl of Suffolk; 17 июля 1625 — 21 апреля 1691) — английский пэр. Он был известен как Достопочтенный Джордж Говард с 1640 по 1688 год.

## Биография
Родился 17 июля 1625 года. Третий сын Теофилиуса Говарда, 2-го графа Саффолка (1584—1640), и Элизабет Хоум (? — 1633), дочери Джорджа Хоума, 1-го графа Данбара, и Элизабет Гордон.
Он был назначен капитаном в армию голландских штатов в 1646 году В 1647 году он стал шталмейстером герцога Йоркского и камергером герцога в 1648 году.
В 1688/1689 году после смерти своего старшего брата, Джеймса Говарда, 3-го графа Саффолка (1619—1688), не оставившего после себя наследников мужского пола, Джордж Говард унаследовал титул 4-го графа Саффолка, став членом Палаты лордов Англии.
Лорд Саффолк скончался 21 апреля 1691 года, не оставив мужского потомства, и ему наследовал его младший брат Генри.

## Семья
Лорд Саффолк был дважды женат. В 1648 году он женился первым браком на Кэтрин Аллейн (ок. 1631—1686), дочери Джона Аллейна из Моггеренгера, Бедфордшир. Дети от второго брака:
- Леди Мэри Говард (1653—1707), она вышла замуж за генерал-лейтенанта Перси Кирка
- Леди Энн Говард (род. 1655), жена Уильяма Джефсона
- Леди Кэтрин Говард (ок. 1657—1701)
- Леди Маргарет Говард (род. ок. 1657)
- Леди Эллен Говард (род. ок. 1659).

Около 1686 года он женился вторым браком на Мэри Рот (? — июль 1710), дочери сэра Генри Рота и Элизабет Мейнард. Второй брак был бездетным.